# إشتيفان أفار
إشتيفان أفار، يعرف في رومانيا باسم إشتيفان آور، ولد في 28 مايو 1905 بأراد وتوفي في 19 أكتوبر 1977 بكابوسفار، لاعب كرة قدم روماني ومجري يشغل خطة مهاجم، ثم أصبح مدرب.

## مسيرته الكروية

### أندية
أميف أراد (1919-1926).
كولتيا براشوف (1926-1927).
نادي أويبست (1928-1935).
رابيد بوخارست (1936-1941).

### المنتخبات
منتخب رومانيا لكرة القدم (1926-1927) لعب مباراتين سجل 3 أهداف.
المجر (1929-1935) لعب 21 مباراة سجل 24 هدف. شارك مع منتخب المجر في بطولة كأس العالم لكرة القدم 1934 في إيطاليا حيث خرج من الدور الربع النهائي.

## إنجازات
- كأس أوروبا الوسطى سنة 1929 مع نادي أويبست.
- كأس الأمم سنة 1930 مع نادي أويبست.
- الدوري المجري سنوات 1930، 1931، 1933، 1935 مع نادي أويبست.
- كأس رومانيا لكرة القدم سنوات 1937، 1938، 1939، 1940 مع رابيد بوخارست.

## جوائز شخصية
- أفضل هداف لكأس أوروبا الوسطى سنة 1929.
- أفضل هداف للكأس الدولية سنة 1932.
- أفضل هداف لالدوري المجري سنة 1940.

## وصلات خارجية
- إشتيفان أفار على موقع الاتحاد الدولي (مؤرشف)  (الإنجليزية)
- إشتيفان أفار على موقع قاعدة بيانات كرة القدم.إي يو (الإنجليزية)
- إشتيفان أفار على موقع ناشيونال فوتبول تيمز (الإنجليزية)

- سيرة ذاتية